# Anna Rogstad

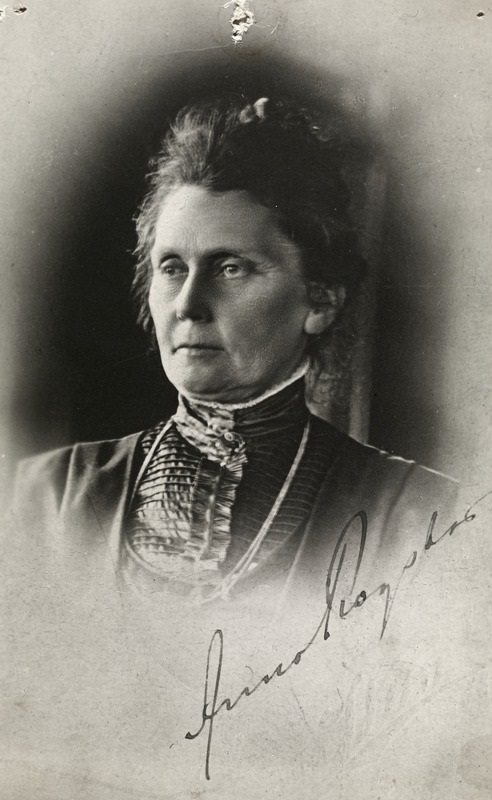
Anna Rogstad (um 1900)

Anna Georgine Rogstad (* 26. Juli 1854 in Nordre Land; † 8. November 1938 in Oslo) war eine norwegische Frauenrechtsaktivistin, Lehrerin und Politikerin. Sie war die erste weibliche Abgeordnete im Storting, dem norwegischen Nationalparlament. Rogstad war zudem Mitbegründerin und Vorstandsmitglied der Frauenorganisation Norsk Kvinnesaksforening.

## Leben

### Herkunft
Anna Rogstad kam 1854 in Veisten in der Kommune Nordre Land zur Welt. Im Alter von zehn Jahren zog Rogstad nach Trondheim, wo ihr Vater Ole Rogstad eine Anstellung als Justizsekretär fand. Sie besuchte dort die bürgerliche Realschule, die einzige öffentliche Realschule, die zu diesem Zeitpunkt auch Mädchen unterrichtete.

### Lehrerin
Mit 17 Jahren begann sie an einer privaten Jungenschule zu unterrichten. 1873 schloss sie eine Lehrerprüfung ab und sie unterrichtete weiter bis 1877 an einer öffentlichen Jungenschule in Trondheim. Anschließend zog sie nach Kristiania, dem heutigen Oslo, wo sie weiter als Lehrerin an öffentlichen Schulen tätig war.
Rogstad engagierte sich ab den 1860er-Jahren im Bereich der Ausbildung von Lehrerinnen. Im Jahr 1883 wurde sie Mitglied in der Lehrerinnenvereinigung von Kristiania, deren Vorsitzende sie 1889 wurde. Dieses Amt übte sie bis 1921 aus. Sie engagierte sich auch in der norwegischen Lehrervereinigung Norges Lærerforening, die 1892 in Trondheim gegründet wurde. Von 1892 bis 1907 war sie die stellvertretende Vorsitzende dieser Vereinigung. Dort bewirkte sie unter anderem, dass gleich viele Männer wie Frauen Teil der Leitung sein sollten. Nach Streitigkeiten über diesen Beschluss spaltete Rogstad 1911 den von ihr geführten Lehrerinnenverband von Kristiania aus dem norwegischen Lehrerverband ab. Stattdessen gründete sie im Jahr 1912 den norwegischen Lehrerinnenverbunds Norges lærerindeforbund. Sie war zwischen 1912 und 1919 dessen Vorsitzende.
1899 begann sie gemeinsam mit anderen Lehrerinnen freiwillig abends 25 Mädchen, die nach der siebten Klasse die Volksschule verließen und sich keine weitere Ausbildung leisten konnten, in Kristiania zu unterrichten. Im Jahr 1900 wurde aus dieser Initiative heraus eine Schule gegründet, die 1909 von der Kommune Kristiania übernommen und von Rogstad geleitet wurde. Sie behielt den Posten als Schulleiterin bis zu ihrem Pensionseintritt im Jahr 1923.
Rogstand sprach sich gegen kostenlose Lehrmittel und für getrennten Unterricht von Mädchen und Jungen aus. Über die Zeit hinweg veröffentlichte Rogstad verschiedenen Bücher zu Pädagogik und weitere Unterrichtsthemen.

### Frauenrechte
Rogstad war 1884 Mitgründerin der Frauenrechtsorganisation Norsk Kvinnesaksforening. Im Jahr 1885 war sie eine Initiatorin der Frauenwahlrechtsorganisation Kvinnestemmeretsforening, deren stellvertretende Vorsitzende sie bis 1897 war. In dieser Position stand sie hinter mehreren im norwegischen Parlament Storting behandelten Vorschlägen dafür, das Frauenwahlrecht einzuführen. Nach der Abspaltung der Landskvinnestemmerettsforeningen war sie von 1902 bis 1913 erneut die stellvertretende Vorsitzende der ursprünglichen Organisation.

### Politik
Bei der Kommunalwahl im Jahr 1901 trat sie für die Kvinnestemmerettsforeningen in Kristiania an und sie wurde sogenannte Vararepresentantin, also Ersatzabgeordnete. In den Jahren 1907 bis 1910 war sie schließlich festes Mitglied im Stadtrat von Kristiania. 1909 war sie Gründungsmitglied der Frisinnede Venstre, einer Abspaltung der noch heute bestehenden liberalen Partei Venstre.
Zu den Parlamentswahlen im gleichen Jahr ging ihre Partei eine Zusammenarbeit mit der konservativen Høyre ein. Rogstad trat bei der Wahl, bei der erstmals auch Frauen gewählt werden konnten, als Kandidatin für die gemeinsame Liste der beiden Parteien an. Allerdings erhielt sie dabei kein direktes Mandat für das Storting, stattdessen wurde sie Vararepresentantin für den Høyre-Politiker Jens Bratlie. Am 17. März 1911 war sie erstmals als Abgeordnete in Vertretung für Bratlie im Einsatz und dabei die erste Frau im Storting. Der damalige Parlamentspräsident Magnus Halvorsen erklärte, dass dies ein besonderer Tag in der Geschichte des Landes wäre. Zwischen Februar 1912 und Januar 1913 war sie schließlich dauerhaft als Abgeordnete tätig, da Bratlie als Ministerpräsident sein Mandat ruhen ließ. In Debatten zu verschiedenen Themen erhielt sie im Jahr 1912 insgesamt 29 Mal das Wort. Bei den folgenden Parlamentswahlen trat sie nicht erneut an. Erst 1922 wurde mit Karen Platou die erste Frau direkt ins Parlament gewählt.
Im Jahr 1917 wurde sie Mitglied in der sozialdemokratischen Partei Arbeiderpartiet. Sie begründete ihre Entscheidung gegenüber der Zeitung Dagbladet damit, dass sie von der Frisinnede Venstre enttäuscht wäre, da diese keine freiheitlichen Positionen vertrete. Rogstad erklärte weiter, dass man sich stattdessen an die radikalen Partei wenden müsste, wenn man freiheitliche Politik möchte.

### Tod
Anna Rogstad starb am 8. November 1938 im Alter von 84 Jahren. Sie wurde im Friedhof Vår Frelsers Gravlund in Oslo begraben.

## Sonstiges
In Oslo wurde die Straße Anna Rogstads vei im Stadtteil Bjerke nach ihr benannt. Im März 2011 wurde im Storting das hundertjährige Jubiläum ihres ersten Einsatzes im Parlament gefeiert. Seit 2025 befindet sich eine von der Bildhauerin Christine Aspelund angefertigte Anna-Rogstad-Statue vor dem Stortingsgebäude.

## Werke
- Modersmaals-undervisningen i smaaskolen (1890)
- Ledetraad for katekismusundervisningen i de to første aar (1891)
- ABC for skole og hjem (1893)
- De syv skoleaar. Praktisk veiledning for norskundervisningen (1895)
- Fortsettelsesskolen. Håndbok for undervisningen (1924)